# 국군부산병원
국군부산병원(國軍釜山病院)은 부산광역시 해운대구에 위치한 국군의무사령부 산하의 국군병원이다. 2020년 6월 30일을 마지막으로 진료를 종료하였고 같은해 10월 30일에 공식으로 병원이 해체되었다.

## 연혁
- 1949년 1월 22일 제5육군병원 창설
- 1971년 국군부산통합병원 창설
- 2020년 6월 30일 마지막 진료
- 2020년 10월 30일: 병원 해체

## 진료과목
내과, 신경과, 정신건강의학과, 외과, 정형외과, 신경외과, 마취통증의학과, 안과, 이비인후과, 비뇨기과, 피부과, 영상의학과, 가정의학과, 치과